# Ryszard Stachowiak
Ryszard Stachowiak (ur. 21 marca 1953 w Luboszu, zm. 7 września 1999) – działacz „Solidarności” w regionie konińskim, współorganizator Polskiej Organizacji Harcerskiej; harcmistrz, harcerz Rzeczypospolitej. Inżynier elektroenergetyk, absolwent Wydziału Elektrycznego Politechniki Poznańskiej (1976). W latach 1977–1982 pracownik Huty Aluminium „Konin”. Od 1982 na rencie chorobowej. W maju 1990 wybrany do Rady Miasta Konina I kadencji z listy Miejskiego Komitetu Obywatelskiego „Solidarność”. W 1991 roku odznaczony przez Radę Miasta Konina honorową odznaką „Za zasługi dla Miasta Konina”.

## Działalność opozycyjna
Od września 1980 członek Komisji Zakładowej „Solidarności” w Hucie Aluminium „Konin”. Od listopada 1980 wiceprzewodniczący, a od stycznia 1981 przewodniczący Międzyzakładowego Komitetu Założycielskiego NSZZ „Solidarność” w regionie konińskim. W latach 1981–1990 Przewodniczący Zarządu Regionu NSZZ „Solidarność” w Koninie.
13 grudnia 1981 internowany w Ośrodku Odosobnienia we Włocławku-Mielęcinie, zwolniony 24 grudnia 1981. 12 maja 1982 ponownie internowany w Mielęcinie, następnie w Kwidzynie. W sierpniu 1982 był jednym z uczestników głodówki w proteście przeciwko postępowaniu funkcjonariuszy Służby Więziennej; od 20 września 1982 przebywał na przepustce, 8 grudnia 1982 zwolniony na wniosek komisji Międzynarodowego Czerwonego Krzyża ze względu na stan zdrowia.
Zaangażowany w tworzenie podziemnych struktur „Solidarności”, a także w działalność wydawniczą i kolportaż. W latach 1984–1987 Redaktor Naczelny Konińskiego Biuletynu Informacyjnego. Członek konspiracyjnego Zarządu Regionu „Solidarności” (1982), Przewodniczący Regionalnej Komisji Koordynacyjnej w Koninie (1983 – 1989), członek Międzyregionalnej Komisji Koordynacyjnej „Solidarności” (od 1983). Od 30 września 1986 członek jawnej Tymczasowej Regionalnej Rady „Solidarności” w Koninie, od 22 października 1986 członek Wielkopolskiej Rady „Solidarności”. Od 1988 uczestniczył w działaniach reaktywujących struktury NSZZ „Solidarność” w konińskich zakładach pracy. 18 listopada 1988 został wybrany przewodniczącym Regionalnego Komitetu Organizacyjnego NSZZ „Solidarność” w Koninie, który grupował przedstawicieli jawnych Komitetów Założycielskich „Solidarności”. Od lutego 1989 do lutego 1990 przewodniczący Tymczasowego Zarządu Regionu NSZZ „Solidarność” w Koninie. 10 lutego 1990 wybrany na honorowego przewodniczącego Zarządu Regionu NSZZ „Solidarność” w Koninie.

## Działalność harcerska
Od 1985 zaangażowany w tworzenie i rozwój struktur Polskiej Organizacji Harcerskiej. Od grudnia 1985 drużynowy gromady zuchowej w Koninie. Współautor regulaminów i instrukcji organizacyjnych POH. W lipcu 1987 roku otrzymuje honorowe miano puszczańskie „Baszta”. Twórca i inicjator podjęcia przez instruktorów POH tzw. Deklaracji Nieszawskiej określającej stosunek POH do jedności ruchu harcerskiego (1989). W dniach 24–27 sierpnia 1989 uczestnik I Krajowego Kongresu POH we Włocławku na którym został wybrany przewodniczącym Rady Naczelnej POH. Ponownie wybrany na tę funkcję podczas II Kongresu POH w Koninie w listopadzie 1991. Od listopada 1992 do listopada 1994 Przewodniczący Sądu Harcerskiego POH.
Jeden z inicjatorów powołania w Koninie I Harcerskiego Liceum Ogólnokształcącego (1990). W latach 1993–1994 Przewodniczący Konińskiego Kręgu Instruktorskiego. W końcu 1994 roku wycofuje się z czynnej służby harcerskiej. Twórca i redaktor naczelny pisma harcerskiego „Baszta” (1994-1996).

## Upamiętnienie
Jeden z konińskich skwerów otrzymał w 2012 roku imię harcmistrza Ryszarda Stachowiaka. Na tym samym skwerze umieszczono głaz pamiątkowy z tablicą poświęconą Stachowiakowi.